# Wuhan FC
Wuhan Zall Football Club (chiń. 武汉足球俱乐部; pinyin Wǔhàn Zǔqiū Jūlèbù) – chiński klub piłkarski, grający w Chinese Super League, mający siedzibę w mieście Wuhan.

## Historia nazw
- 2009–2010: Hubei Luyin (湖北绿茵)
- 2011: Hubei Wuhan Zhongbo (湖北武汉中博)
- 2012-2020: Wuhan Zall (武汉卓尔)
- 2021–: Wuhan FC (湖北绿茵)

## Stadion
Domowe mecze klub rozgrywa na stadionie o nazwie Wuhan Five Rings Sports Center w Wuhanie, który może pomieścić 30000 widzów.

## Sukcesy
- China League One

mistrzostwo (1): 2018
wicemistrzostwo (1): 2012

## Historia występów w pierwszej lidze
| Sezon | Pozycja      | M  | Pkt. | Z | R | P  | GZ | GS |
| ----- | ------------ | -- | ---- | - | - | -- | -- | -- |
| 2013  | 16. (spadek) | 30 | 16   | 3 | 7 | 20 | 24 | 58 |

## Reprezentanci kraju grający w klubie
Stan na maj 2016.
| - Mei Fang - Wang Sheng - Xin Feng - Yang Chaosheng - Zheng Bin - Zhu Ting - Sölvi Ottesen | - César Valoyes - Cho Won-hee - Michael Barrantes - Garra Dembélé - Chukwuma Akabueze - Jacques Faty |

## Obecny skład
Aktualny na 19 sierpnia 2020.
| Nr | Poz. | Piłkarz                                   |
| -- | ---- | ----------------------------------------- |
| 1  | BR   | Wang Zhifeng                              |
| 3  | OB   | Liu Yi                                    |
| 4  | OB   | Ai Zhibo                                  |
| 5  | OB   | Han Pengfei                               |
| 7  | PO   | Luo Yi                                    |
| 8  | PO   | Yao Hanlin (kapitan)                      |
| 9  | NA   | Rafael Silva                              |
| 10 | NA   | Léo Baptistão                             |
| 11 | PO   | Zhou Tong                                 |
| 12 | OB   | Liu Shangkun                              |
| 15 | OB   | Ming Tian                                 |
| 16 | BR   | Dong Hengyi                               |
| 17 | NA   | Jean Evrard Kouassi                       |
| 18 | OB   | Song Zhiwei                               |
| 19 | NA   | Hu Jinghang (wypożyczony z Shanghai SIPG) |

| Nr | Poz. | Piłkarz                                              |
| -- | ---- | ---------------------------------------------------- |
| 20 | PO   | Li Hang                                              |
| 21 | PO   | Jiang Zilei                                          |
| 22 | OB   | Liao Junjian                                         |
| 23 | BR   | Sun Shoubo                                           |
| 24 | PO   | Wang Kai                                             |
| 25 | PO   | Eddy Gnahoré (wypożyczony z Amiens SC)               |
| 26 | PO   | Liu Yun                                              |
| 27 | PO   | Tong Xiaoxing                                        |
| 28 | PO   | Jiang Minwen                                         |
| 29 | OB   | Zhang Chenglin (wypożyczony z Guangzhou Evergrande)  |
| 30 | OB   | Daniel Carriço                                       |
| 34 | OB   | Xia Ao                                               |
| 35 | PO   | Zhou Bozhao                                          |
| 36 | PO   | Song Defu                                            |
| 39 | PO   | Cong Zhen (wypożyczony z Shanghai Greenland Shenhua) |

## Trenerzy klubu
| - Li Jun (2009–10) - Li Xiao (2011) - Jose Carlos de Oliveira (2011–12) - Zheng Xiong (24 kwietnia 2012 – 21 kwietnia 2013) - Ljubiša Tumbaković (22 kwietnia 2013 – 18 sierpnia 2013) - Wang Jun (19 sierpnia 2013 – 10 grudnia 2013) - Dražen Besek (11 grudnia 2013 – wrzesień 2014) | - Zheng Bin (wrzesień 2014 – 17 lipca 2015) - Zheng Xiong (17 lipca 2015 – 26 czerwca 2016) - Ciro Ferrara (lipiec 2016 – 20 marca 2017) - Tang Yaodong (30 marca 2017 – 9 lipca 2017) - Chen Yang (9 lipca 2017 - 10 listopada 2017) - Li Tie (16 listopada 2017 – 2 stycznia 2020) - José Manuel González López (4 stycznia 2020 – 24 września 2020) |